# Krevetová pasta

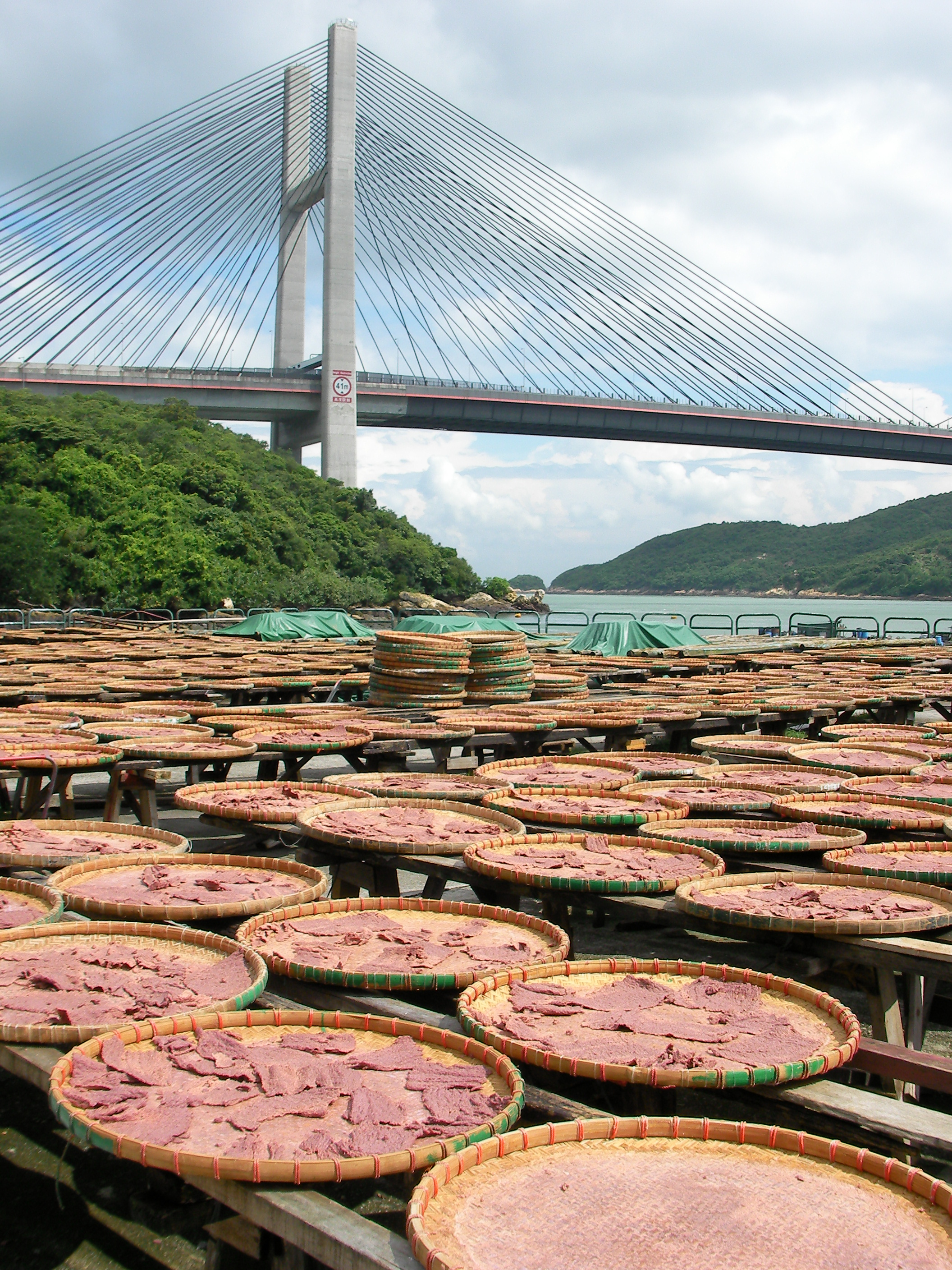
Sušení krevetové pasty na slunci na ostrově Ma Wan v Hongkongu

Krevetová pasta je chuťová přísada z fermentovaných krevet či garnátů, která se běžně používá v kuchyních jihovýchodní Asie a v kuchyni čínského pobřeží. Připravuje se především z jemně drcených krevet nebo krilu smíchaných se solí, jež se poté nechají několik týdnů kvasit. Prodává se buď ve vlhké formě, nebo sušená na slunci. Sušená krevetová pasta se prodává buď lisovaná a rozřezaná na bloky, nebo ve velkých kusech. Je základní složkou mnoha kari, omáček a sambalů. Krevetovou pastu obsahuje řada pokrmů kambodžské, indonéské, laoské, malajské, myanmarské, filipínské, singapurské, thajské a vietnamské kuchyně. Často bývá přísadou dipu k rybám či zelenině. 

## Příprava
Postup přípravy krevetové pasty se může místně značně lišit, následující postup je však nejběžnější v Číně a ve velké části jihovýchodní Asie.
Po ulovení se malé krevety nejprve opláchnou, scedí a promísí se solí. Poté následuje sušení na slunci, a sice buď na nejrůznějších rohožích položených na zemi, nebo na speciálních stojanech či jinými metodami. Po několika dnech směs krevet a soli ztmavne a změní se na hustou kaši. Pokud byly použité krevety malé, jsou připraveny k dalšímu zpracování, jakmile se jednotliví korýši rozpadnou k nepoznání; pokud však byly větší, potrvá jejich fermentace déle a směs se nakonec pomele, aby získala hladší konzistenci. Proces fermentace a mletí se obvykle opakuje několikrát, dokud pasta plně nedozraje. Vesničané pak pastu suší a usušené bloky rozřezávají na menší kusy vhodné k prodeji. Sušenou krevetovou pastu není třeba uchovávat v lednici.

## Druhy
Jednotlivé druhy krevetové pasty se od sebe mohou vzhledově lišit – od světlých tekutých omáček až po pevné bloky čokoládové barvy. Krevetové pasty původem z Hongkongu a Vietnamu bývají obvykle světle růžovošedé, zatímco druhy používané pro indonéskou, kambodžskou, laoskou, myanmarskou a thajskou kuchyni jsou tmavěji hnědé. Na Filipínách jsou tyto pasty díky použití červené (kvasnicové) rýže angkak coby barviva běžně jasně červené nebo růžové. Všechny krevetové pasty mají štiplavé aroma, avšak vůně pasty vyšší kvality je obecně jemnější. Nejlepším místem, kde získat krevetovou pastu nejvyšší kvality, bývají trhy v blízkosti vesnic, kde se pasta vyrábí. Krevetová pasta se u různých asijských etnik liší. Může tomu tak být vůní, strukturou či slaností.

## Dostupnost

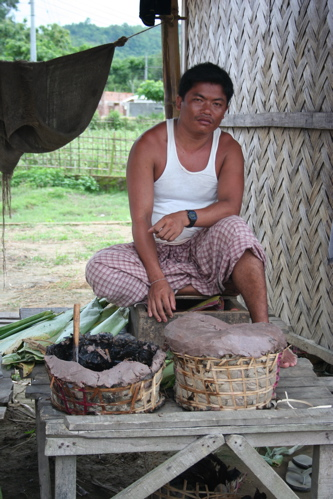
Prodej krevetové pasty

Výrobou krevetové pasty se dosud živí převážně rybářské rodiny ve vesnicích na pobřeží. Tito drobní výrobci pak svoji pastu prodávají různým prodejcům, zprostředkovatelům nebo velkoobchodním distributorům, kteří ji balí a dále přeprodávají či nabízejí přímo spotřebitelům. Různé druhy krevetové pasty se často rozlišují podle oblasti, z níž pocházejí, protože výrobní techniky a kvalita se liší vesnice od vesnice. Z některých oblastí, jako jsou Riau, Indramayu nebo Cirebon v indonéské provincii Západní Jáva a Sidoarjo v provincii Východní Jáva, nebo ostrovy Betong v Malajsii a Ma Wan v Hongkongu pocházejí velmi kvalitní krevetové pasty.
V zemích mimo jihovýchodní Asii lze krevetovou pastu nalézt na trzích zaměřených na asijské zákazníky.  V Nizozemsku se dá krevetová pasta indonéského typu zakoupit v obchodech a supermarketech, které prodávají asijské potraviny. Také v Surinamu, kde je vysoká koncentrace javánského obyvatelstva, je tato pasta snadno dostupná. V Austrálii lze krevetovou pastu nalézt na většině předměstí, kde žijí lidé původem z jihovýchodní Asie. Krevetové pasty lze pořídit rovněž prostřednictvím zásilkového obchodu.